# Bodmin
Bodmin (kornisch „Bosvenegh“) ist eine Stadt in der Grafschaft Cornwall in Großbritannien. Sie liegt südwestlich der Landschaft Bodmin Moor. In Bodmin leben etwa 12,800 Einwohner.

## Geschichte
Der Name Bodmin kommt ursprünglich von dem altkornischen Kompositum Bod-meneghy, „Wohnstatt von Mönchen“. Die Schreibweise und die Aussprache änderte sich mehrmals. Um 1100 beispielsweise wurde die Stadt „Botmenei“ geschrieben und gesprochen. Im Jahr 1253 sagte man „Bodmen“, 1337 „Bodman“ und 1522 „Bodmyn“.
Aufgrund des Schreins mit den Reliquien von St. Petroc wurde die Stadt am Ende des 11. Jahrhunderts ein wichtiges religiöses Zentrum von Cornwall. In dieser Zeit war Bodmin die größte Stadt in der Grafschaft. Sie hatte im Mittelalter bis zu 1500 Einwohner und Ende des 15. Jahrhunderts die größte Kirchengemeinde in Cornwall. 
Die drei kornischen Rebellionen hatten ihr Zentrum in Bodmin. Thomas Flamank, ein Anwalt aus Bodmin, führte 1497 gemeinsam mit dem Schmied von St. Keverne, Michael Joseph An Gov, über 3000 Menschen in Richtung London, um gegen die von Henry VII. eingeführten Steuern zu rebellieren. Die Männer wurden jedoch bei Blackheath aufgehalten und in der Schlacht von Deptford Bridge geschlagen.

## Städtepartnerschaften
- Bad Bederkesa, Deutschland
- Grass Valley, USA
- Le Relecq-Kerhuon, Frankreich[2]

## Persönlichkeiten
- John Arnold (1736–1799), britischer Uhrmacher
- Edward Bruce Hamley (1824–1893), britischer Offizier
- Terri Quaye (* 1940), britische Jazzmusikerin
- Arthur Quiller-Couch (1863–1944), britischer Autor und Literaturkritiker

## Galerie

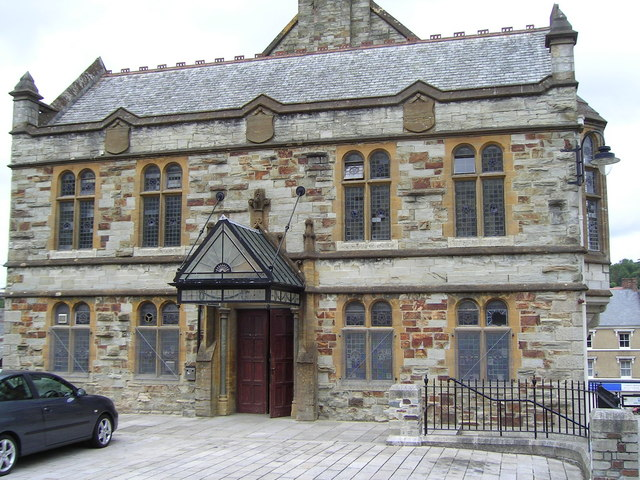
Bodmin Public Rooms
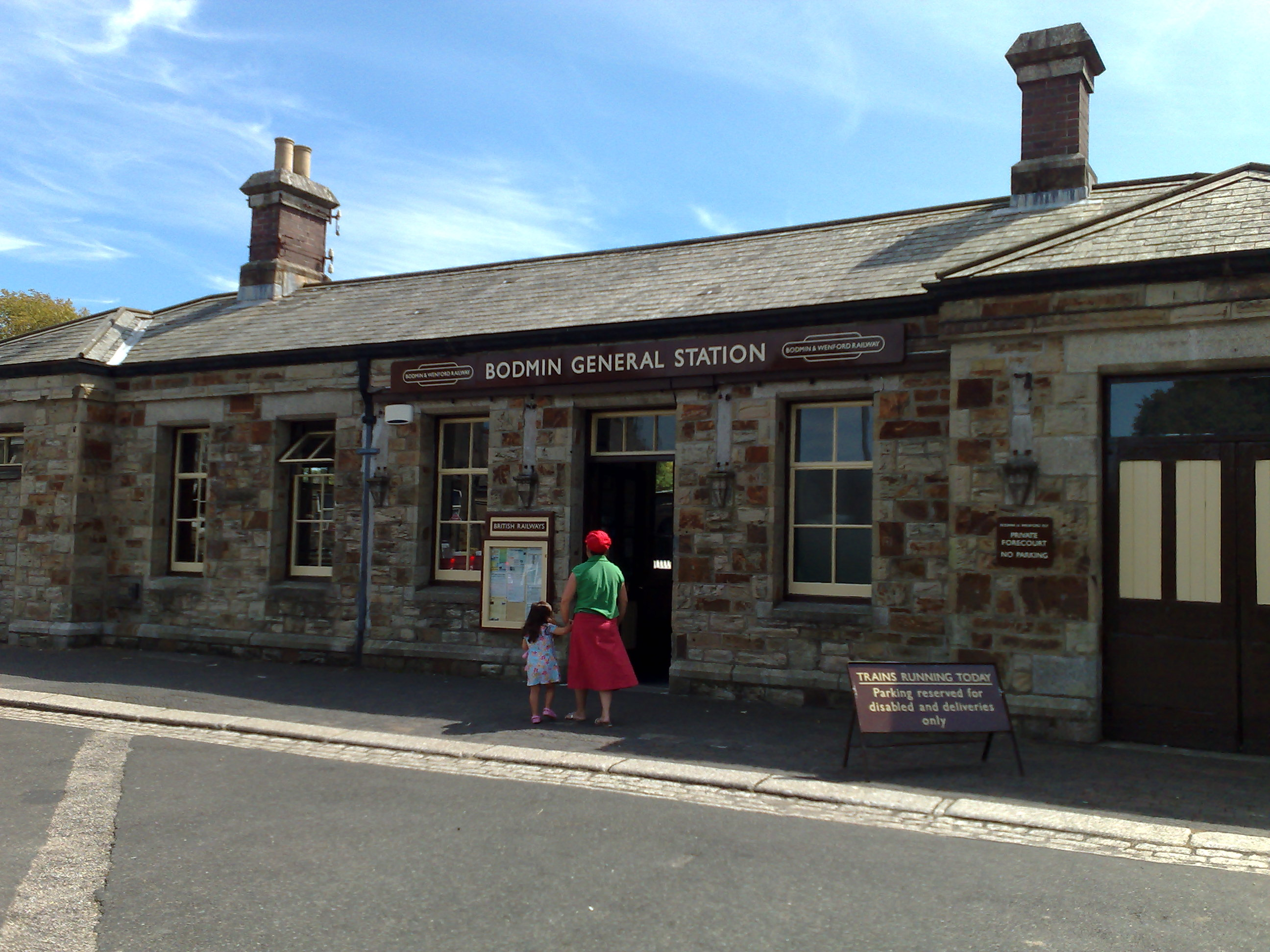
Hauptbahnhof
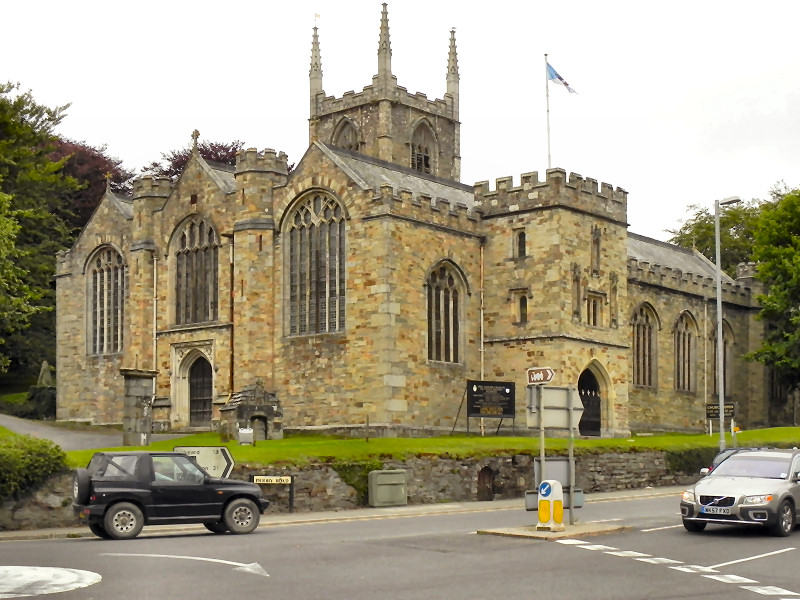
Kirche Sankt Petrocs
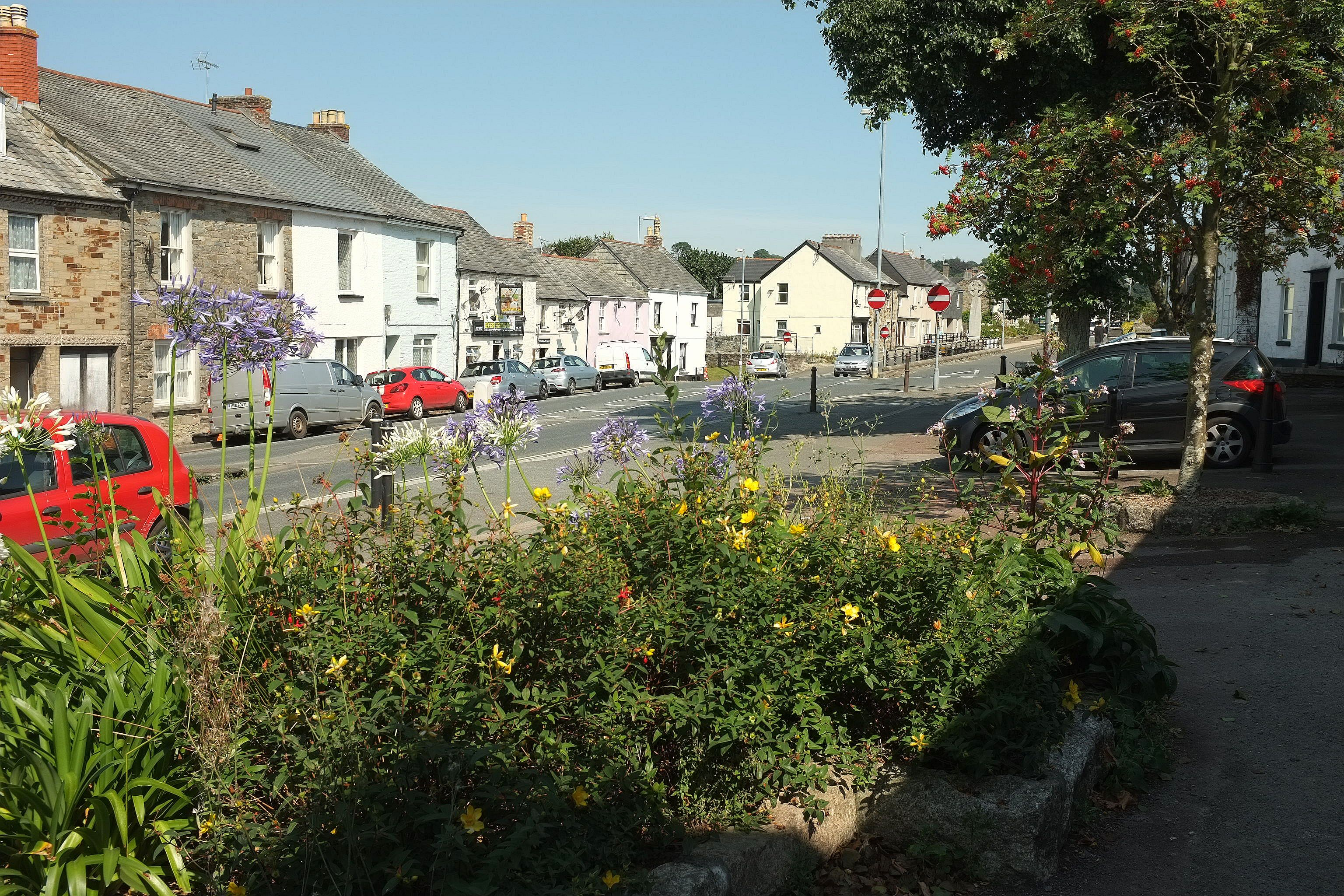
Higher Bore Street